# 玛格达·施奈德
玛格达莱娜·玛丽亚·施奈德（德語：Magdalena Maria Schneider，1909年5月17日—1996年7月30日）是一位德國演員和歌手。她是演員罗密·施奈德的母親。

## 生平
玛格达莱娜·玛丽亚·施奈德出生於巴伐利亞州的奥格斯堡，是一名水管工的女兒。她就讀於一所天主教女子學校和一所商學院；此後，她在一家糧店擔任速記員。與此同時，施奈德在奧格斯堡的利奧波德莫扎特音樂學院學習歌唱，並在市政劇院學習芭蕾舞。她在慕尼黑的園丁廣場劇院首次登台演出。施奈德引起了奧地利導演恩斯特·马里施卡的注意，後者邀請她到維也納的維也納河畔劇院，並於1930年給了施奈德她的第一個電影角色。

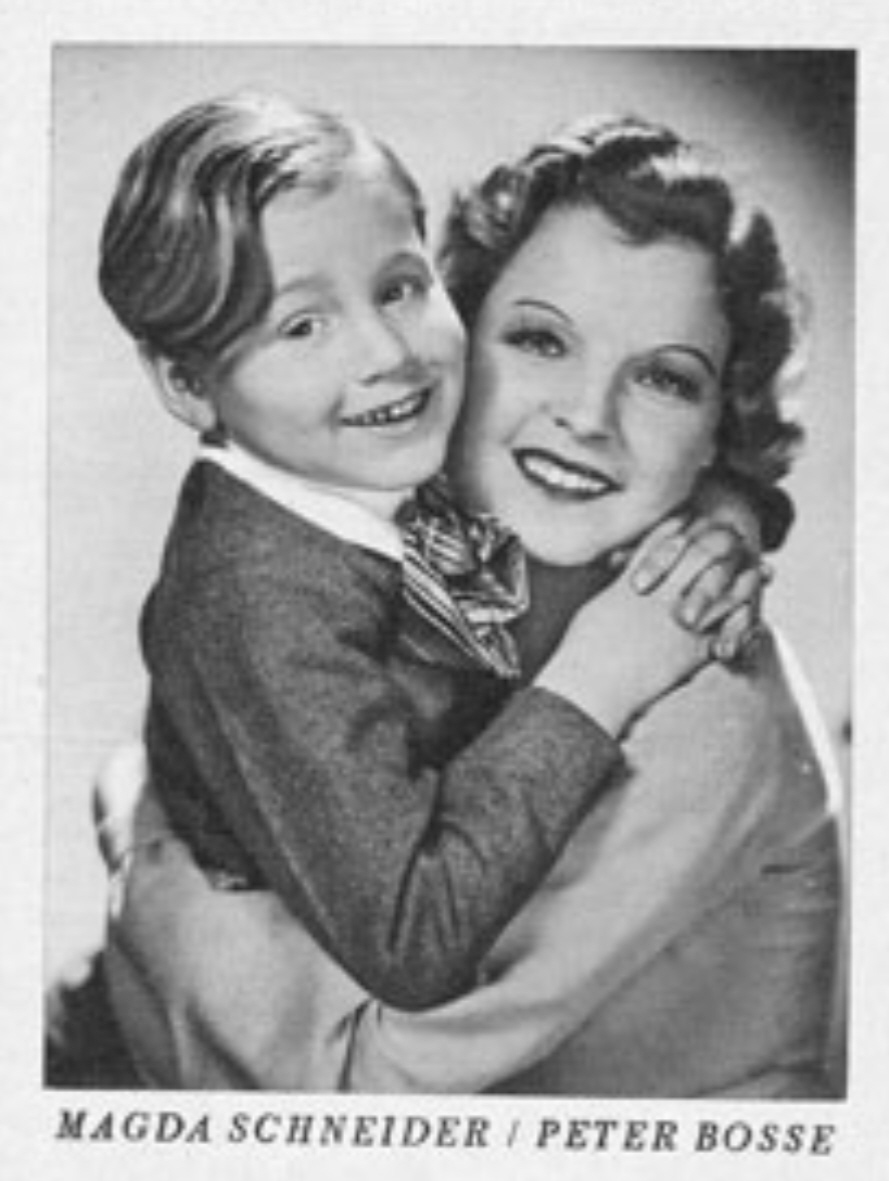
施奈德与彼得·博斯，1937年

1933年拍攝時，施奈德認識了她未來的丈夫，奧地利演員沃尔夫·阿尔巴赫-雷蒂。两人於1937年結婚並育有兩個孩子：罗斯玛丽·玛格达莱娜，又名罗密，以及沃尔夫·迪特尔，生於1941年，後來成為一名外科醫生。二戰期間，施奈德住在巴伐利亞阿爾卑斯山脈，靠近贝希特斯加登上方的上盐山的希特勒的行館。施奈德是希特勒的客人，希特勒宣稱她是自己最喜歡的女演員。後來她和阿尔巴赫-雷蒂分居，婚姻於1945年以離婚告終。
戰後，拍電影的邀约很少。施奈德於1948年再次開始拍攝，和女儿聯合出演了由漢斯·戴普執導的電影《白丁香重开时》（1953年）。這是一部典型的1950年代的鄉土电影，是她14歲的女兒罗密·施奈德首次出演电影。同年玛格达·施奈德與科隆餐廳老闆漢斯·赫貝特·布拉茨海姆結婚。
玛格达·施奈德安排她的女兒在多部電影中進一步露面，例如《一个女王的少女时代》（1954年），根據奥地利皇后伊麗莎白的生平改編的三部曲電影（罗密·施奈德扮演茜茜公主，瑪格達·施奈德扮演她的母親巴伐利亞的盧多維卡公主），以及《温柔的迷惑》（1958年）。瑪格達·施奈德在1933年的電影《恋愛三昧》中扮演的角色在翻拍版《花月斷腸時》（1958年）中也由她的女兒罗密·施奈德扮演。
施奈德於1996年在她位於巴伐利亞貝希特斯加登附近舍瑙的家中去世。